# Strolch (Schiff)
Die Strolch ist eine Personenfähre der Weisbarth Fahrgastschiff. Sie verbindet die Kölner Altstadt am linken mit dem rechten Rheinufer in Köln-Deutz bei Rheinkilometer 688,7. Die Fähre ist aktuell nur am Wochenende und an Feiertagen regelmäßig  zwischen 10 und 18 Uhr in Betrieb.
In der Woche fährt sie nur auf Vorbestellung für Sonderfahrten (Stand 2019).  ⊙

## Konstruktion
Die Strolch weist eine Länge von 20,9 Metern und eine Breite von 4,9 Metern auf. Es können bis zu 150 Personen an Bord genommen werden. Sie wurde im Jahr 1958 durch die Schiffswerft Schmidt in Oberwinter, einem Ortsteil der Stadt Remagen, erbaut.